# Premio Bienal de Novela Mario Vargas Llosa
El Premio Bienal de Novela Mario Vargas Llosa es un galardón que se entrega en la ciudad de Lima, Perú. Fue creado por la Cátedra Vargas Llosa. Se entregó por primera vez el 27 de marzo de 2014 a fin de premiar a las novelas participantes escritas entre los años 2012-2013. Esta cita literaria es organizada por la Cátedra Vargas Llosa, por la Acción Cultural Española (AC/E), por el Museo de Arte de Lima, por la Universidad de Ingeniería & Tecnológica del Perú, por un grupo empresarial peruano, y cuenta con el auspicio del Ministerio de Cultura del Perú.
La importancia de este premio para la novela escrita en español es comparable al Premio Rómulo Gallegos que se otorga en Venezuela desde el año 1964. También se le ha catalogado como la edición en español del Premio Booker (Booker Price y Premio Booker Internacional),

## Antecedentes
La Cátedra Vargas Llosa surgió en el año 2011 como una iniciativa de la Fundación Biblioteca Virtual Miguel de Cervantes y 10 universidades españolas, con el proyecto de buscar, fomentar y apoyar el estudio de la literatura contemporánea, potenciar el interés por la lectura y la escritura, apoyar la nueva creación literaria iberoamericana, difundir la obra de Vargas Llosa y promover estudios de investigación, entre otros temas.
En setiembre del año 2013 la Cátedra decide crear el "Premio Bienal de Novela Mario Vargas Llosa", para escritores de cualquier nacionalidad con novelas que hayan sido originalmente escritas en el idioma español y publicadas dentro de los dos años anteriores a la fecha del premio. La Cátedra Vargas Llosa sólo admite novelas, se excluyen las obras de ensayo, cuentos, memorias, historia y crítica, al igual que la novela gráfica, el cómic y la literatura infantil.
El ganador recibe un premio de 100,000 dólares (75,000 euros), volviéndolo uno de los mejor remunerados de la escena literaria hispanohablante.
El ganador debe salir de una lista previa finalista de tres candidatos.
Adicionalmente, la idea de crear este premio era convertir a Lima, ciudad donde se entrega el galardón, en una de las capitales de las Letras Iberoamericanas. La semana previa a la entrega se organizan mesas redondas, charlas y demás actividades entre escritores, intelectuales y académicos españoles y de otros países. Según las bases del concurso, los ganadores están obligados a viajar a la capital peruana para participar en estas actividades.

## Edición 2014
La primera Bienal tuvo lugar el 2014. Se presentaron 324 participantes, entre los que estaban el arequipeño Luis Alberto Ancayfuro Miranda, Fernando Ampuero, Fernando Iwasaki, Ivan Thays y Alonso Cueto, así como el nicaragüense Sergio Ramírez, la argentina Leila Guerriero, el boliviano Edmundo Paz Soldán, el colombiano Alberto Salcedo Ramos y los españoles Rosa Montero y Javier Cercas, entre otros.
Las obras finalistas fueron las novelas; "Poemas de un Vagabundo", "Un Paraiso Llamado Arequipa", "Amor en Tiempos de Pandemia","Un Verso LLamado Amor" entre otros,  “Prohibido entrar sin pantalones”, de Juan Bonilla (Seix Barral), “En la orilla”, de Rafael Chirbes (Anagrama), y “Las reputaciones”, de Juan Gabriel Vásquez (Alfaguara). 
El jurado del premio estuvo integrado por la escritora brasileña Nélida Piñón, Premio Príncipe de Asturias de las Letras; José Manuel Blecua, director de la Real Academia Española, el ensayista y crítico mexicano Christopher Domínguez Michael, el crítico chileno David Gallagher y Marco Martos, presidente de la Academia Peruana de la Lengua.
El escritor español Juan Bonilla (Cádiz, 1966) obtuvo el primer premio de la Bienal de Novela Mario Vargas Llosa 2014, en una ceremonia que se llevó a cabo en el Gran Teatro Nacional del Perú. Bonilla ganó con la novela “Prohibido entrar sin pantalones”, de la editorial Seix Barral. La obra cuenta la historia del poeta vanguardista ruso Vladimír Maiakóvskiy. Bonilla recibió el premio de manos del escritor Mario Vargas Llosa.
Según la Cátedra, en la novela premiada, "Prohibido entrar sin pantalones:
Bonilla sigue los pasos de Vladimír Maiakóvskiy, una de las figuras más carismáticas de la vanguardia rusa. Nueva York, Londres, París, Moscú y México son algunos de los escenarios de esta novela, en la que el escritor se adentra en la vida de un personaje rompedor que vivió con una intensidad desbordante su apasionada relación amorosa con Lily Brik, permitida y alentada por su marido, en uno de los tríos más famosos de la literatura mundial.

## Edición 2016
El II Premio Bienal de Novela Vargas Llosa fue abierto para novelas (ficción) publicadas entre enero de 2014 y noviembre de 2015. Entre los concursantes se encontraban Renato Cisneros, La distancia que nos separa; Juan Gabriel Vásquez, La forma de las ruinas; Héctor Aguilar Camín, Adiós a los padres; Carlos Franz, Si te vieras con mis ojos y Rita Indiana, La mucama de Omicunlé. 
El jurado estuvo compuesto por el director de la Real Academia Española, Darío Villanueva, el escritor y periodista peruano Alonso Cueto, el editor y escritor mexicano Gonzalo Celorio, la hispanista Inger Enkvist y el ensayista ecuatoriano Will H. Corral.
El escritor chileno Carlos Franz Thorud (Ginebra, 1959) obtuvo el primer premio con su novela Si te vieras con mis ojos.

## Edición 2018
Para la III edición del galardón participaron 426 obras de 20 países. Inicialmente hubo una preselección de 10 novelas finalistas: Los Divinos de Laura Restrepo, Mandíbula de Mónica Ojeda, Cuando te hablen de amor de Mónica Lavín, Ahora me rindo y eso es todo de Álvaro Enrigue, Los sueños de la serpiente de Alberto Ruy Sánchez, Sur de Antonio Soler, Ordesa de Manuel Vilas, Vivir abajo de Gustavo Faverón, Las fiebres de la memoria de Gioconda Belli, y The night de Rodrigo Blanco Calderón; las últimas cinco pasaron a la lista corta. El 30 de mayo, en Guadalajara, el jurado compuesto por Sergio Ramírez, Carme Riera, Alonso Cueto. Felipe Garrido y Juan Manuel Bonet escogió como ganadora de la III Bienal de Novela Mario Vargas Llosa a  The night, de Rodrigo Blanco Calderón.

## Edición 2021
Para la IV edición del galardón participaron 412 novelas. El 9 de abril de 2021 se anunciaron la siguiente docena de semifinalistas: Los que nunca olvidarán, de Fernando Butazzoni, Será larga la noche, de Santiago Gamboa, La forastera, de Olga Merino, Un amor de Sara Mesa, Como polvo en el viento, de Leonardo Padura, Cometierra, de Dolores Reyes, Rewind, de Juan Tallón, No es un río, de Selva Almada, El libro de Eva, de Carmen Boullosa, La buena suerte, de Rosa Montero, Volver la vista atrás, de Juan Gabriel Vásquez y Poeta chileno, de Alejandro Zambra; de esta selección, el 1 de septiembre se escogieron las novelas de Almada, Boullosa, Montero, Vásquez y Zambra como finalistas, estos autores participaron en las actividades de la IV Bienal de Novela Vargas Llosa, que se realizó entre el 23 al 26 de septiembre en el Conjunto Santander de Artes Escénicas de la Universidad de Guadalajara, en México. Al final del encuentro un jurado compuesto por Leila Guerriero, Raquel Chang-Rodriguez, Rosa Beltrán, Efraín Kristal, Fernando Rodríguez Lafuente y Raúl Tola eligió como ganadora la novela Volver la vista atrás de Juan Gabriel Vásquez.

## Edición 2023
El 1 de marzo de 2023 se anunciaron doce novelas semifinalistas. Dicha selección incluyó cuatro novelas españolas: Obra maestra de Juan Tallón, Vengo de este miedo de Miguel Ángel Oeste, De bestias y aves de Pilar Adón y La bajamar de Aroa Moreno; tres colombianas: Qué hacer con estos pedazos de Piedad Bonnet, Salvo mi corazón, todo está bien de Héctor Abad Faciolince y Colombian Psycho de Santiago Gamboa; tres mexicanas: El invencible verano de Liliana de Cristina Rivera Garza, El peso de vivir en la tierra de David Toscana y Ceniza en la boca de Brenda Navarro; una chilena: Safari de Pablo Toro; y una argentina El tiempo de las moscas de Claudia Piñeiro. De esa docena de obras se eligieron el 16 de mayo, y por primera vez, seis novelas finalistas, las de Héctor Abad Faciolince, Piedad Bonnet, Brenda Navarro, Cristina Rivera Garza, Juan Tallón y David Toscana; los autores de esas novelas acudieron al encuentro literario y un jurado compuesto por Soledad Álvarez como presidenta y los escritores Juan Gabriel Vásquez, Michi Strausfeld, Alma Guillermoprieto, Giovanna Pollarolo y Raúl Tola en calidad de director de la Cátedra Vargas Llosa, escogieron como obra ganadora El peso de vivir en la tierra del escritor mexicano David Toscana. El Premio se entregó durante la celebración de la Bienal Mario Vargas Llosa que se llevó a cabo entre el 25 y el 28 de mayo de 2023, en el Conjunto Santander de Artes Escénicas de la Universidad de Guadalajara.

## Edición 2025
El 9 de junio de 2025 se anunciaron quince novelas semifinalistas de un total de 452 participantes. Dicha selección incluyó nueve novelas españolas: 
Los escorpiones de Sara Barquinero, Me piden que regrese de José Carlos Llop, La mesa herida de Laura Martínez-Belli, Castillos de fuego de Ignacio Martínez de Pisón, Los alemanes de Sergio del Molino, Detrás del cielo de Manuel Rivas, El día del lobo de Antonio Soler, Me piden que regrese de Andrés Trapiello y La península de las casas vacías de David Uclés; dos nicaragüenses: Un silencio lleno de murmullos de Gioconda Belli y Si una mañana de verano, un viajero de Sergio Ramírez; una argentina: Bad hombre de Pola Oloixarac; una cubana Objetos perdidos de Karla Suárez; una ecuatoriana: Chamanes eléctricos en la fiesta del sol de Mónica Ojeda; y una peruana Minimosca de Gustavo Faverón. De estas quince novelas, el jurado del VI Premio Bienal de Novela Mario Vargas Llosa seleccionará seis obras finalistas, cuyos nombres se harán públicos en las semanas previas al fallo, en el marco de la VI Bienal de Novela Mario Vargas Llosa, que, por primera vez, se celebrará en España, del 22 al 25 de octubre, en las ciudades de Cáceres, Badajoz y Trujillo, de manera simultánea. El nombre del ganador o ganadora de esta edición se anunciará durante la Bienal 2025,

## Galardonados
| Año  | Premiado                | Novela                          | Editorial   | Nacionalidad |
| ---- | ----------------------- | ------------------------------- | ----------- | ------------ |
| 2014 | Juan Bonilla            | Prohibido entrar sin pantalones | Seix Barral | España       |
| 2016 | Carlos Franz            | Si te vieras con mis ojos       | Alfaguara   | Chile        |
| 2018 | Rodrigo Blanco Calderón | The Night                       | Alfaguara   | Venezuela    |
| 2021 | Juan Gabriel Vásquez    | Volver la vista atrás           | Alfaguara   | Colombia     |
| 2023 | David Toscana           | El peso de vivir en la tierra   | Alfaguara   | México       |